# Sektion Jung-Leipzig
Die Sektion Jung-Leipzig bildete sich aus zwei Gruppen, zum einen aus dem Österreichischen Touristenclub, dessen Mitglieder touristisch und alpinistisch besonders rege waren, und zum anderen aus einer Gruppe von auswärtigen Leipziger Mitgliedern der Alpenvereinssektion Hall in Tirol. Beide Gruppen waren durch persönliche Freundschaften miteinander verbunden und schlossen sich am 26. November 1907 zur Sektion Jung-Leipzig des Deutschen und Österreichischen Alpenvereins zusammen.

## Geschichte
Das Amt des ersten Vorsitzenden führte Max Burger aus. Ein Festausschuss, um die Hüttenabende zu organisieren, sowie ein Ausschuss für das Vortragswesen wurden gegründet. Im Sommer 1911 veranstaltete der Verein zum ersten Mal das später so beliebte „Ländliche Fest“. Die Beteiligung stieg derart an, dass sogar Sonderzüge zum Festort verkehrten. 1912 wechselte der Vorstand, es wurde Paul Schnabel gewählt. Im selben Jahr wurde ebenfalls der Wunsch geäußert, eine eigene Alpenhütte zu besitzen. Der DÖAV wurde gebeten der Sektion zwecks Bau einer Hütte ein eigenes Arbeitsgebiet zu überlassen. Nach einer Erkundungsfahrt im Sommer 1913 wurde mit Beschluss vom 10. Dezember das attraktive, hochalpine Gebiet um das Fanatjoch in den Ötztaler Alpen für den Hüttenbau ausgewählt. Die Wandergruppe der Sektion veranlasste die Bildung eines Literarischen Ausschusses, der ein Büchlein mit dem Titel „Leipziger Land im Bild“ herausgab. Der Kriegsausbruch 1914 bereitete den Hüttenplänen und sonstige Aktivitäten ein jähes Ende.

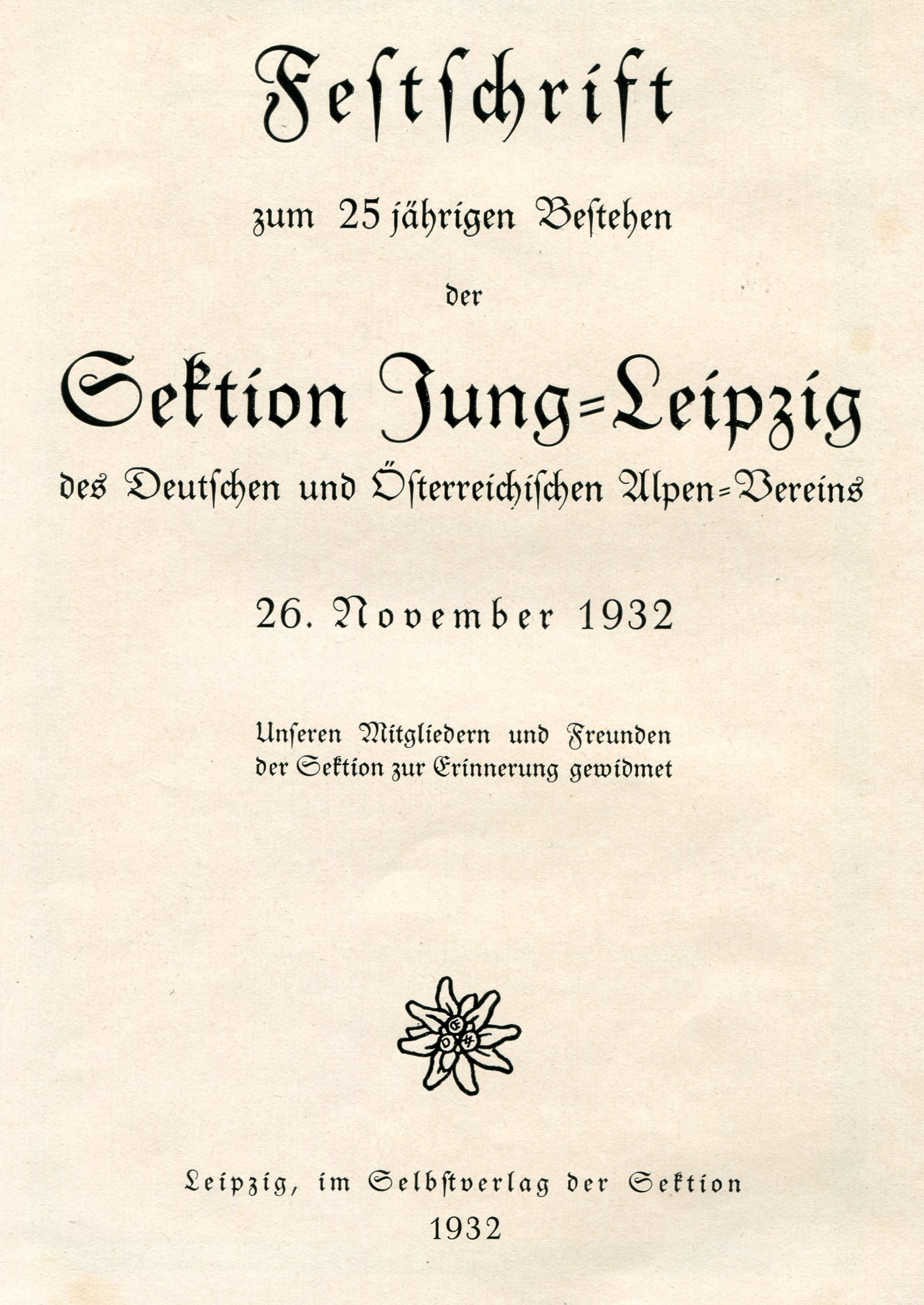
Festschrift zum 25-jährigen Bestehen der Sektion Jung-Leipzig

Zur Förderung des Wintersports, dem die Mitglieder der Sektion von Anfang an besonders zugetan waren, wurde am 23. Februar 1923 eine Schiabteilung gegründet. Am 10. August 1924 gelang dem Mitglied Felix Simon mit dem Innsbrucker Rossi die Erstbegehung der Monte Pelmo Nordwand. Im Jahr 1925 erreichte die Sektion den maximalen Stand von 1550 Mitgliedern. Unter der Erholung der wirtschaftlichen Verhältnisse nach dem Ersten Weltkrieg, sicherte sich die Sektion mit Beschluss vom 20. Januar 1925 das Arbeits- und Hüttenbaugebiet im mittleren Pitztaler Kamm in den Ötztaler Alpen. Ein Hüttenausschuss nahm die Arbeit auf. Ein Wiener Geologe und Kenner des Pitztaler Kammes empfahl die Gegend des Hauersees zum Hüttenbau. Auf der Ebner Alp konnte die Sektion Grundbesitz erwerben. Der Hüttenarchitekt Emil Adamsky entwarf die Hauerseehütte, die als Gesamtbauwerk zur schlüsselfertigen Übergabe in Auftrag gegeben wurde. Am 6. Juli 1928 begann der lang ersehnte Bau der Hauerseehütte, die Eröffnung fand am 11. August 1929 statt. Die Hütte bot 29 Gästen Unterkunft, die Ausstattung war hochmodern mit einer elektrischen Beleuchtung, Zentralheizung und WC. Ein umfangreicher Wegebau zu den Tälern und zum Breitlehnjoch wurde in Angriff genommen.
Noch bevor die Hauerseehütte eröffnet wurde, stiftete und erbaute 1927 der damalige Vorsitzende der Sektion Jung-Leipzig, Franz Woeckel, die Woeckelwarte. Ein offener Unterstand (Wetterschutzhütte) ganz aus Lärchenholz gebaut, sie liegt auf dem Rauen Oppen, unweit des Weges zur Hauerseehütte aus dem Ötztal in 2098 m Höhe. Ebenso wurde von der Sektion Jung-Leipzig das Hahlkogelhaus 1932 bei Längenfeld – Huben im Tiroler Ötztal erbaut. Die bewirtschaftete Hütte wurde im Blockhausbau 1930 auf der Ebneralpe geplant, das Grundstück hierzu wurde 1927 erworben.
Nicht nur in der Nachbarsektion Leipzig, sondern auch bei Jung-Leipzig bildete sich eine Plattlgruppe, die Tiroler und Bayrische Volkstänze pflegte. Anlässlich des 25-jährigen Bestehens der Sektion gab diese im Herbst 1932 eine Festschrift heraus. Felix Simon nahm im gleichen Jahr an der Deutschen Nanga-Parbat-Kundfahrt teil.
Der Kriegsbeginn 1939 warf seine Schatten auch über die Sektion. Das „Führerprinzip“ wurde in der demokratisch strukturierten Sektion mehr und mehr durchgesetzt. Der Begriff Sektion wurde durch das deutsche Wort Zweig ersetzt. Der Verein hieß jetzt „Zweig Nordwestsachsen“ des DAV. Der Luftangriff im Zweiten Weltkrieg am 4. Dezember 1943 setzte für Jung-Leipzig einen Schlusspunkt. Die nachfolgenden alliierten Luftangriffe verwandelten Leipzig bis zum Kriegsende in eine Trümmerlandschaft. Vereinslokal, Veranstaltungsräume, Bücherei – alles wurde zerstört. Nur die Plattlgruppe existierte, auf freiwilliger Basis, noch bis in die fünfziger Jahre.
Die Hauerseehütte fiel nach Kriegsende an den österreichischen Staat und war offensichtlich lange Zeit nicht bewirtschaftet. Im April 1947 kam das große Lawinenunglück. Eine gewaltige Staub- und Geröll-Lawine vom 3071 m hohen Felderkogel kommend, ging genau über die Hütte hinweg und zerstörte die aus Stein gebaute Hütte. Erst 1964 erwarb die Sektion Ludwigsburg das Arbeitsgebiet und den Rest der Hütte. Das Kellergeschoss der Hütte bauten die Mitglieder der Sektion Ludwigsburg in den Jahren 1966 bis 1969 als Selbstversorgerhütte wieder auf. Die „Unterkunft am Hauersee“ wurde am 12. Oktober 1969 eingeweiht.

## Sektionsvorsitzende
Eine chronologische Übersicht über alle Präsidenten der Sektion seit Gründung.

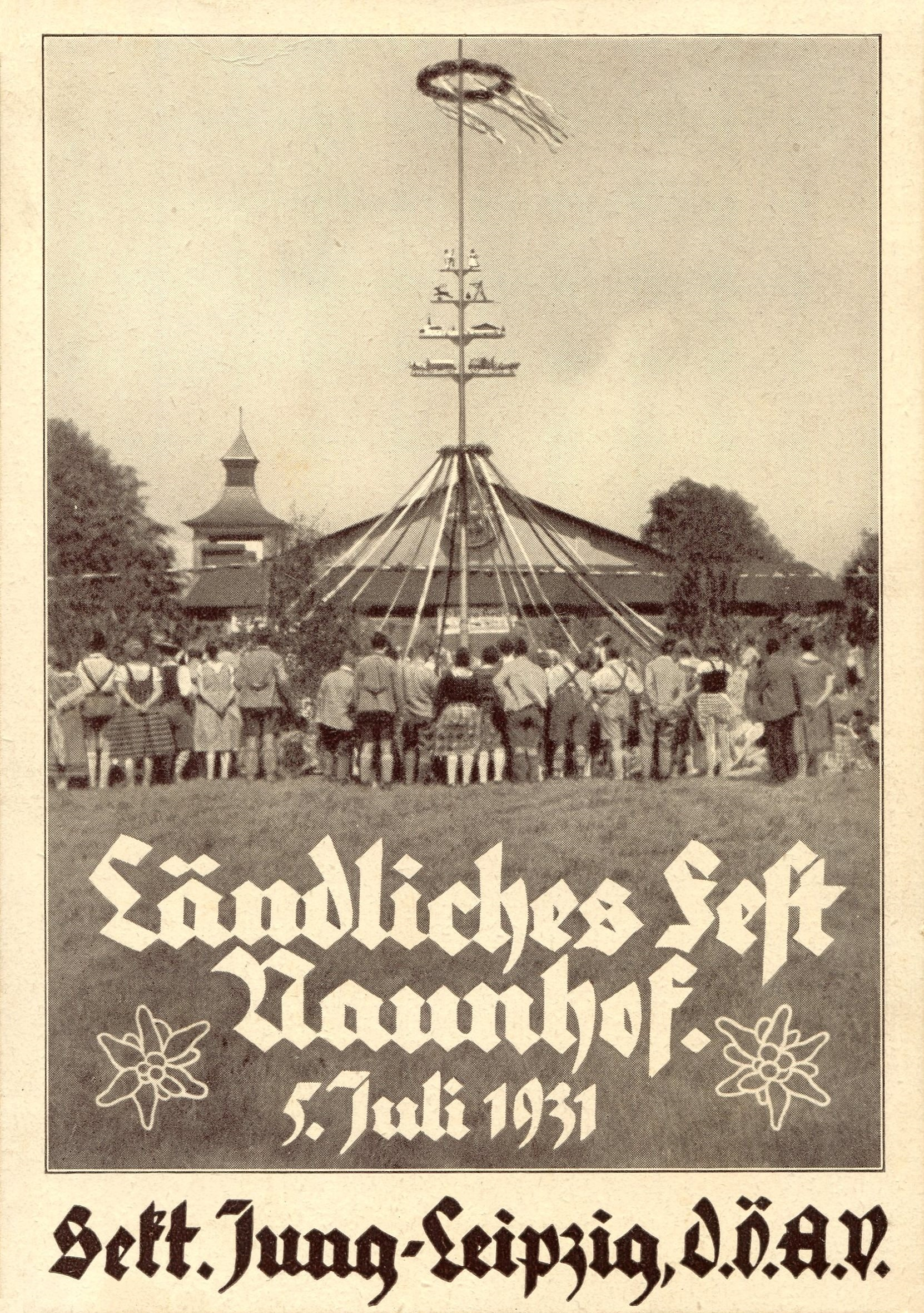
Veranstaltung „Ländliches Fest“ in Naunhof 1931

| Amtszeit  | Präsident      |
| --------- | -------------- |
| 1907–1911 | Max Burger     |
| 1912–1919 | Paul Schnabel  |
| 1920–1923 | Theodor Päßler |
| 1924–1927 | Ernst Strobel  |
| 1928–1930 | Franz Woeckel  |
| 1931–1934 | Paul Schnabel  |
| 1935–1945 | Paul Teupel    |
| 1945      | ― 1            |

Anmerkung